# Caractere de escape
Caractere de escape é um termo usado em computação para identificar um único caractere numa cadeia de caracteres que altera o significado de seu sucessor. Uma sequência de escape é o subconjunto de caracteres da cadeira de caracteres formado pelo caractere de escape e o caractere com o significado alterado. Em geral, este caractere é a barra contrária (\).

## Programação
Em várias linguagens de programação o caractere de aspas duplas (") é utilizado para delimitar uma cadeia de caracteres. Caso seja necessário utilizar o caractere de aspas duplas dentro da cadeia sem evocar seu significado de delimitar, utiliza-se o caractere de escape para que o compilador interprete as aspas duplas como um caractere da cadeia.
A seguinte linha de código na linguagem C provoca um erro de sintaxe:
```
printf
(
 
"Fácil como fazer um "
Alô
 
mundo
" em C."
 
);

```

Isto corre pois o compilador interpreta os caracteres de aspas duplas dentro da cadeia de caracteres como delimitadores. Para eliminar o problema emprega-se o caractere de escape barra contrária antes das aspas:
```
printf
(
 
"Fácil como fazer um 
\"
Alô mundo
\"
 em C."
 
);

```

É possível ainda criar uma sequência de escape que forneça o caractere de aspas duplas:
```
printf
(
 
"Fácil como fazer um 
\x22A
lô mundo
\x22
 em C."
 
);

```

## Shell script
O shell do Unix, como por exemplo o bash, interpreta o caractere asterisco (*) através de glob, significando todos os arquivos do diretório corrente. Para que o caractere asterisco seja interpretado literalmente, é necessário precedê-lo com a barra contrária. Por exemplo:
rm *
Este comando apaga todos os arquivos do diretório atual, porém o comando:
rm \*
Apaga somente o arquivo que possui como nome um asterisco.